# Pavonia laetevirens
Pavonia laetevirens är en malvaväxtart som beskrevs av R. E. Fries. Pavonia laetevirens ingår i släktet påfågelsmalvor, och familjen malvaväxter. Inga underarter finns listade i Catalogue of Life.